# Гашим
Гашим — немой чёрно-белый художественный фильм, снятый режиссёрами Павлом Фоляном и Степаном Манукяном в 1929 году на студии Арменкино.

## Сюжет
Азербайджанский солдат Хашим, оказавшись в тюрьме, начинает понимать, что его враги - не армяне, а богачи, которые натравливают азербайджанцев и армян друг на друга.

## В ролях
- Тигран Айвазян
- Татьяна Акопян (Асмик)
- Валентин Вартанян
- Армен Гулакян
- Арменак Даниелян
- Степан Демурян
- Артавазд Кефчиян
- Амасий Мартиросян
- Грачья Нерсесян
- Арша Ованесова
- Г. Севачерян

## Съёмочная группа
- сценарист — Степан Манукян
- режиссеры — Павел Фолян, Степан Манукян
- художник — Михаил Арутчян
- главный администратор — Х.Абрамян

## Технические данные
- чёрно-белый, немой

## Интересные факты
фильм не демонстрировался.
«Из заключения ГФФ: „Фильм повествовал о событиях, относящихся к эпохе империалистической и гражданской войны в Армении.
Сюжет фильма: Главный герой — азербайджанский солдат Гашим, оказавшись в большевистской тюрьме в Армении, начинает понимать, что его враги не армяне, а богатые люди, которые настраивают друг против друга армян и азербайджанцев. Серьёзные идейно-художественные недостатки помешали выходу картины на экран“. В ГФФ копия фильма не сохранилась.» — Е.Марголит, В.Шмыров «Изъятое кино. 1924—1953»